# Волво
Тази статия е за компанията за производство на автомобили „Volvo“.
Volvo Cars, или Volvo Personvagnar („volvo“ от латински: търкалям), е компания-производител на МПС (автомобили, автобуси, камиони), основана в Гьотеборг, Швеция през 1927 г.
Основана е като поделение на производителя на лагери СКФ. Автомобилното подразделение на „Volvo“ е било притежавано от AB Volvo до 1999 г., когато е купена от Ford Motor Company и става част от тяхната Premier Automotive Group.
Марката е собственост на китайската Zhejiang Geely Holding Group Co., Ltd. Около 60 процента от продажбите са за Европа, 30 процента са за Северна Америка, и останалите 10 процента за останалата част от света.

## Сигурност
След 1950 г. колите на Volvo придобиват репутация на безопасни автомобили, започвайки през 1944 г. с използването на трислойно предно стъкло при моделите PV. Серията PV е сред първите автомобили с т.нар. „безопасно купе“. Екипът дизайнери на Volvo изобретява 'safety cage' и 'crumple zone' концепциите, при които пътниците са предпазени от здрава клетка около тях, а енергията от удара при катастрофа се абсорбира от елементите около клетката. Volvo също така са изобретатели на предпазния колан с триточково заключване, приложен за първи път през 1957 г. и наложен като стандарт при колите им през 1959 г. Всички тези системи за безопасност в днешни дни са стандарт за всички автомобили и са причина за спасяването на много човешки животи.
Volvo са компанията произвела първа омекотени автомобилни табла в края на 1956 г. при модела Amazon. В края на шейсетте разработват първата детска седалка, гледаща назад. В средата на осемдесетте въвеждат горната стоп светлина. Моделът 960 въвежда триточковия колан за средната задна седалка. През 1991 г. въвеждат системата Side Impact Protection System (SIPS) при моделите 940/960 и 850. През 1998 г. Volvo представя системата Whiplash Protection System (WHIPS), а през 2004 г. представя системата BLIS, която информира водача за наличие на превозно средство в мъртвата зона на огледалата му. От същата година всички автомобили на Volvo се продават със система за включени фарове през деня. Някои от системите за сигурност са прехвърлени и към продуктовите гами на собственика Ford.

## Сливания
В началото на седемдесетте Volvo купува подразделението за леки автомобили на нидерландската компания ДАФ и продава техните автомобили като Volvo като Volvo 340, която става една от най-продаваните коли на английския пазар през осемдесетте.
Volvo, като един от най-големите производители на камиони в света, предприеха стъпката да продадат автомобилното си производство като опит да наблегнат на производството на големи превозни средства. Ford от друга страна видяха възможност да придобият един печеливш европейски автомобилен производител. Продажбата е обявена на 28 януари 1998 г., за цена от 6,45 милиарда щатски долара.
В резултат на това името Volvo се използва от две различни компании.
- Volvo – производител на големи превозни средства (камиони, автобуси, земекопни машини)
- Volvo Cars – производител на автомобили, собственост на Ford Motor Company, част от тяхната Premier Automotive Group.

Запазената марка Volvo™ е наполовина собственост на Volvo, наполовина на Ford. През 2009 г. Ford обяви Volvo за продан.

## Модели

### Ранни
- Volvo ÖV 4, aka Jakob
- Volvo PV (PV444 and PV544)
- Volvo Snabbe
- Volvo Trygge
- Volvo Sugga (civilian (PV801, PV802, PV810, PV821, PV822 and PV831) and military (TP21/P2104, P2104))
- Volvo Laplander (L-3304, L-3314, L-3314 and L-3315)
- Volvo PV 36 Carioca
- Volvo PV51
- Volvo PV60
- Volvo Duett
- Volvo Amazon/Volvo 122
- Volvo P1800
- Volvo P1900
- Volvo 66
- Volvo C202
- Volvo C3-series (C303, C304 and C306)

### Трицифрени
Започвайки от серия 140 през 1968, Volvo въвежда трицифрената система за номерация на моделите. Първата цифра в номера е серията, втората е броят на цилиндрите, а третата е броят на вратите, така 164 е 1-ва серия, 6-цилиндъра и 4-ри врати. Има и съответните изключения от това правило – 780 например се произвежда с 4-цилиндров мотор с турбина, и 6-цилиндров, но не и 8-цилиндров, както може да се предположи по името.
- Volvo 140 (Volvo 142, Volvo 144, Volvo 145)
- Volvo 164
- Volvo 240 (Volvo 242, 244, 245)
- Volvo 260 (Volvo 262C, 264, 265)
- Volvo 340 (Volvo 343, 345)
- Volvo 360
- Volvo 440
- Volvo 460
- Volvo 480
- Volvo 740
- Volvo 760
- Volvo 780
- Volvo 850
- Volvo 940
- Volvo 960

### В производство
Днес фирмата използва система от букви за типа купе и число за серията, „S“ за седан „C“ за купе или кабриолет и „V“ за комби. „XC“ cross country първоначално е добавено към модела V70 с модифицирано четириколесно задвижване и увеличен просвет. След това от фирмата оставят само XC70 за този модел.
Първоначално Volvo имат идея да използват за комбитата буквата „F“ и съответно на автосалона във Франкфурт 1994 S40 и V40 са анонсирани като S4 и F4. Но от компанията Audi подават оплакване за името S4 и Volvo се съгласяват да добавят втора цифра към модела, но така комбито се казвало F40, което е модел на Ferrari. Това накарало Volvo да променят и буквата от „F“ на „V“,
- Преди Ford
  - Volvo S40
  - Volvo V40
  - Volvo S/V70
  - Volvo C70 (Първо поколение 1997 – 2005)
  - S/V90
- Малко коли (платформа Ford C1|платформа Volvo P1)
  - Volvo C30 (2007)
  - Volvo C70 (Второ поколение 2005 – )
  - Volvo S40
  - Volvo V50
- Големи коли (платформа Ford D3 | платформа Volvo P2)
  - Volvo S60
  - Volvo S80
  - Volvo V70
- 4х4
  - Volvo XC70 (Познато като V70XC, на базата на V70)
  - Volvo XC90

### Концептуални
- Volvo Venus Bilo (1933)
- Volvo Philip (1952)
- Volvo Margarete Rose (1953)
- Volvo Elisabeth I (1953)
- Volvo VESC (1972)
- Volvo 1800 ESC (1972)
- Volvo EC (1977)
- Volvo City Taxi (1977)
- Volvo Tundra (1979)
- Volvo VCC (1980)
- Volvo LCP2000 (1983)
- Volvo ECC (1992)
- Volvo SCC (2001)
- Volvo YCC (2004)
- Volvo T6 (2005)

## Типове двигатели
- B4B and B14A – поставян на Volvo PV и Volvo Duett от 1947 до 1956
- B16 (A and B) – поставян на PV, Duett и Volvo Amazon от 1957 до 1960
- B18 and B20 – 1.8 L/2.0 L OHV 8v поставян на всички модели от 1961 до 1974.
- B19, B21, and B23 – fitted от 1975
- B200 and B230 – 2.0 L and 2.3 L, SOHC 8v поставян на серии 240, 360, 700, 940 от 1985
- B204 and B234 – 2.0 L and 2.3 L DOHC 16-клапанови двигатели
- B27/B28 and B280 – 2.7 and 2.8 L SOHC 12v разработен съвместно с Renault и Peugeot
- B30 – поставян на моделите 164
- [D24T/TIC] 2.4L straight SOHC 6 Cyl. – Поставян на 740 и 760

## Скоростни кутии
- Volvo AW70 transmission
- Volvo AW71 transmission
- Volvo AW72 transmission
- Volvo M40 transmission
- Volvo M400 transmission
- Volvo M410 transmission
- Volvo M41 transmission
- Volvo M45 transmission
- Volvo M46 transmission
- Volvo M47 transmission
- Volvo M50 transmission
- Volvo M51 transmission
- Volvo M56 transmission
- Volvo M58 transmission
- Volvo M59 transmission
- Volvo M90 transmission
- Volvo ZF4HP22 transmission

## Продажби
Продажби на автомобили с марката през 2005 (2004). Източник: DN

### По пазари
1. САЩ 123 575 (139 155)
2. Швеция 52 696 (51 464)
3. Великобритания 38 307 (40 159)
4. Германия 35 035 (38 085)
5. Италия 20 533 (19 390)
6. Нидерландия 18 879 (19 225)
7. Испания 18 335 (15 925)
8. Япония 13 427 (13 919)
9. Белгия 12 638 (12 929)
10. Канада 11 651 (11 651)

Общо: 443947 (456224)

### По модели
1. XC90 85 994

2. V50 83 202

3. S40 75 136

4. V70 70 156*

5. S60 62 528

- Почти 40% (27 999) от V70, произведени през 2005, са продадени в Швеция, където този модел е най-продаваната кола за последните няколко години.